# Prima Categoria Tridentina 1964-1965
Il campionato di calcio di Prima Categoria 1964-1965 è stato il V livello del campionato italiano. A carattere regionale, fu il sesto campionato dilettantistico con questo nome.
Questo è l'unico girone organizzato dal Comitato Regionale Venezia Tridentina per la regione Trentino-Alto Adige.

## Classifica
|  |     | Prima Categoria girone unico Tridentino 1964-65     | Pt | G  | V  | N  | P  | GF | GS |
|  | --- | --------------------------------------------------- | -- | -- | -- | -- | -- | -- | -- |
|  | 1.  | U.S. Passirio, Merano                               | 44 | 28 | 20 | 4  | 4  | 58 | 18 |
|  | 2.  | U.S. Slanzi Alense, Ala                             | 42 | 28 | 17 | 8  | 3  | 42 | 19 |
|  | 3.  | Merano Sportiva, Merano                             | 35 | 28 | 13 | 9  | 6  | 42 | 34 |
|  | 4.  | S.S. Benacense, Riva del Garda                      | 34 | 28 | 13 | 8  | 7  | 43 | 25 |
|  | 5.  | G.S. Lancia, Bolzano                                | 34 | 28 | 14 | 6  | 8  | 52 | 35 |
|  | 6.  | U.S. Mori, Mori                                     | 33 | 28 | 11 | 11 | 6  | 39 | 26 |
|  | 7.  | S.S. Settaurense, Storo                             | 31 | 28 | 13 | 5  | 10 | 47 | 39 |
|  | 8.  | U.S. Lana, Lana d'Adige                             | 30 | 28 | 9  | 12 | 7  | 39 | 31 |
|  | 9.  | A.C. Bressanone / Brixen, Bressanone                | 25 | 28 | 7  | 11 | 10 | 28 | 41 |
|  | 10. | S.S. Olivo, Arco                                    | 24 | 28 | 8  | 8  | 12 | 29 | 33 |
|  | 11. | U.S. Aquila, Trento                                 | 22 | 28 | 6  | 10 | 12 | 24 | 32 |
|  | 12. | U.S.Termeno / Tramin, Termeno sulla Strada del Vino | 21 | 28 | 7  | 7  | 14 | 37 | 55 |
|  | 13. | G.S. Guaita, Pietramurata di Dro                    | 17 | 28 | 6  | 5  | 17 | 24 | 50 |
|  | 14. | S.S.V. Bressanone / Brixen, Bressanone              | 17 | 28 | 7  | 3  | 18 | 23 | 53 |
|  | 15. | A.S. Virtus Don Bosco, Bolzano                      | 11 | 28 | 2  | 7  | 19 | 18 | 54 |
|  |     |                                                     |    |    |    |    |    |    |    |

Verdetti